# 100 футов
«100 футов» — фильм ужасов американской киностудии Asylum Home Entertainment, выпущенный на экраны в 2008 году. Его режиссёром и сценаристом является Эрик Ред, также известный своими сценариями к фильмам «Попутчик», «Почти полная тьма», «Коэн и Тэйт» и др.

## Сюжет
Марни Уотсон — женщина, убившая издевавшегося над ней мужа-полицейского. Она приговаривается к длительному домашнему аресту. За тем, чтобы приговор был исполнен по всей строгости, и дома Марни чувствовала себя не лучше, чем в тюрьме, следит Шэнкс, коллега и друг покойного Майка Уотсона.
Сначала Марни рада возможности избежать тюремного срока, но очень скоро понимает, что в доме обитает жаждущий мести призрак её покойного мужа.

## В ролях
- Фамке Янссен — Марни Уотсон
- Бобби Каннавале — Луи Шэнкс
- Эд Вествик — Джой
- Майкл Паре — Майк Уотсон
- Патриша Шарбонно — Фрэнсис